# Army Men: RTS
Army Men: RTS (titolo completo Army Men: Real Combat Plastic Men) è un videogioco di strategia in tempo reale sviluppato da The 3DO Company e distribuito nell'anno 2002.
Come in tutta la serie Army Men, sono rappresentati scontri tra soldatini giocattolo di plastica, con armamenti che ricordano quelli della seconda guerra mondiale; questo titolo è però l'unico di genere strategico in tempo reale (da cui la sigla RTS - Real Time Strategy - nel nome).

## Modalità di gioco
La campagna presenta varie missioni in serie (con filmati) per il gioco in singolo e sono presenti anche delle lezioni per imparare le nozioni di base del gioco (tutorial).
Inoltre sono forniti alcuni scenari di battaglie, utilizzabili soltanto per il gioco in gruppo fino a 8 giocatori su LAN e su Internet (con modem).
Paesaggio, unità e strutture hanno grafica tridimensionale. Le missioni si svolgono in giardini o stanze di casa che appaiono giganti ai soldatini.
Le risorse da raccogliere sono la plastica e l'elettricità, estratte da giocattoli e altri oggetti casalinghi; la plastica può essere estratta anche dai resti delle unità distrutte.
Non ci sono differenze nelle unità disponibili alle varie fazioni, ma sono presenti alcuni eroi, unità di fanteria uniche e particolarmente potenti, tra le quali Sarge, il protagonista della serie.